# Franz Friedrich Ruhstrat
Franz Friedrich Paul Ruhstrat (* 28. Oktober 1859 in Vechta; † 26. Juli 1935 in Göttingen) war ein deutscher Jurist und Oldenburgischer Staatsminister.

## Biografie
Ruhstrat entstammte einer oldenburgischen Juristenfamilie, die viele hohe Staatsbeamte des Großherzogtums Oldenburg stellte. Er war der Sohn des Vizepräsidenten des Oberappellationsgerichts Ernst Ruhstrat (* 30. November 1815; † 17. Dezember 1890) und dessen Ehefrau Martha geb. Wallroth (1836–1923). Sein Onkel Friedrich Andreas Ruhstrat (1818–1896) war ebenfalls Finanz- und Staatsminister und dessen Sohn Friedrich Julius Heinrich Ruhstrat (1854–1916), sein Vetter, war Staatsminister und sein direkter Vorgänger in diesem Amt.
Nach dem Schulbesuch am Gymnasium Oldenburg studierte er Rechtswissenschaften an den Universitäten Tübingen und Leipzig. 1885 wurde er in den Justizdienst des Großherzogtums Oldenburg übernommen und trat seine erste Stelle als Auditor in Oldenburg an. 1886 kam er als Amtsanwalt nach Jever und wurde 1887 Amtsrichter in Brake. Nach einer kurzen Tätigkeit als Landgerichtsassessor in Oldenburg wurde er schließlich im Mai 1890 zum Staatsanwalt ernannt. Im Januar 1896 folgte die Beförderung zum Landgerichtsrat und im Mai 1896 zum Oberstaatsanwalt. 
Nach dem Regierungsantritt des Großherzogs Friedrich August, mit dem ihn eine enge Freundschaft verband, wurde Ruhstrat am 20. August 1900 zum Abteilungsleiter für Justiz, Kirchen, Schulen sowie Militärangelegenheiten mit dem Titel eines Geheimen Staatsrats ernannt. Am 16. November 1902 wurde er zum Minister ernannt.
Zu Beginn seiner Ministertätigkeit wurde Ruhstrat in eine Affäre verwickelt, die unter den Namen Ruhstrat- oder Spielerprozesse in der deutschen Öffentlichkeit Bekanntheit erlangte. Der Chefredakteur der linksliberalen Oldenburgischen Zeitung Der Residenzbote Hans Biermann hatte Ruhstrat 1902 beschuldigt, an Glücksspielen beteiligt gewesen zu sein, die auch zum Selbstmord eines der Mitspieler geführt hätten. Die Gegner des Ministers wurden in mehreren Beleidigungsprozessen von oldenburgischen Gerichten zu empfindlichen Strafen verurteilt. Diese Verfahren wurden in der überregionalen Presse als „Justizskandal“ stark kritisiert. Allerdings endete am 11. Juli 1905 zumindest der Meineidprozess gegen einen Kellner des Zivilkasinos in Oldenburg, der Ruhstrats Spielertätigkeit zuvor bezeugt hatte, mit einem Freispruch, was als Urteil gegen einen hohen Repräsentanten des wilhelminischen Deutschlands einer Sensation gleichkam. Der Großherzog stellte sich allerdings hinter Ruhstrat, der dadurch im Amt verbleiben konnte. 
Im November 1905 erhielt Ruhstrat das Prädikat Exzellenz verliehen. Vom 3. Januar 1916 bis zum 6. November 1918 führte er als Staatsminister den Vorsitz im Staatsministerium und übte die Funktion eines Ministerpräsidenten aus. 
Als Minister verfolgte er – in der Schulpolitik aber ebenso als Staatsminister – einen konservativen Kurs und lehnte noch Anfang November 1918, als die deutschen Bundesfürsten bereits Bereitschaft zeigten, auch auf Reichsebene eine parlamentarische Regierungsform einzuführen, diese für Oldenburg ab. Selbst bürgerliche und konservative Politiker wandten sich nun gegen ihn und Ruhstrat musste am 6. November 1918, noch vor der Ausrufung der Republik in Deutschland, zurücktreten. Er wurde zunächst zur Disposition gestellt und trat schließlich im Mai 1925 in den Ruhestand.

## Familie
Ruhstrat war verheiratet mit Berta geb. Töbelmann, der Tochter eines Baurats aus Berlin-Charlottenburg.

## Schriften
- Das Oldenburgische Landesprivatrecht. Oldenburg. 1900.[2]